# Giraffe (Sternbild)
Die Giraffe oder der Kamelopard (lateinisch Camelopardalis) ist ein Sternbild des Nordhimmels.

## Beschreibung

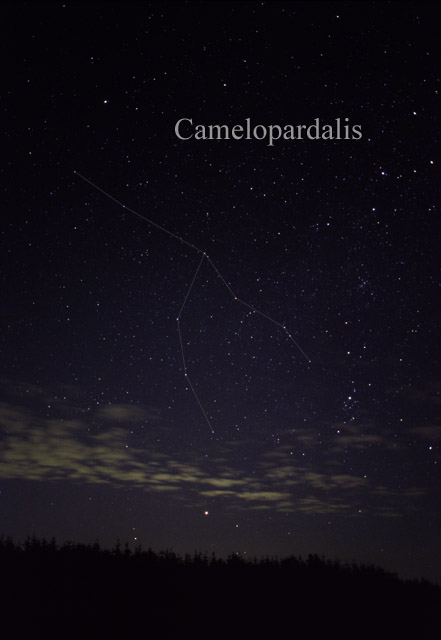
Das Sternbild Giraffe, wie es mit dem bloßen Auge gesehen werden kann

Die Giraffe ist ein mit einer Fläche von 757 Quadratgrad ein ausgedehntes Sternbild. Es ist zirkumpolar und kann daher das ganze Jahr über beobachtet werden.
Zwischen den markanten Sternbildern Großer Bär und Kassiopeia sowie den hellen Sternen Polaris (im Kleinen Bären) und Capella (im Fuhrmann) erstreckt sich eine große Fläche, die keine auffälligen Sterne enthält. In diesem Gebiet erstreckt sich die Giraffe, die nur aus Sternen der vierten, fünften oder sechsten Größenklasse zusammengesetzt ist. Der hellste Stern, β Camelopardalis, besitzt eine scheinbare Helligkeit von 4,03 mag.

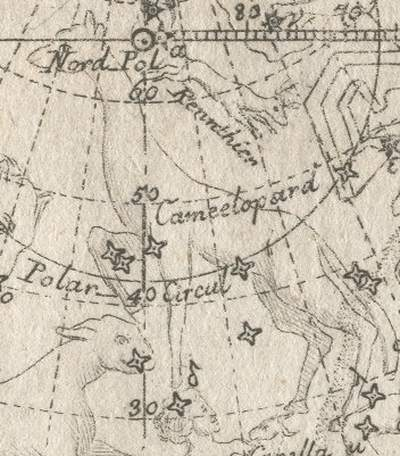
Aus dem Sternatlas von Johann Elert Bode von 1782

## Geschichte
In der Antike wurden die Sterne der Giraffe keinem Sternbild zugeordnet. Erst der niederländische Kartograf Petrus Plancius führte Camelopardalis im Jahre 1613 ein, offensichtlich, um die vermeintliche „Lücke“ am Himmel zu schließen.
Der deutsche Astronom Jacob Bartsch, ein Schwiegersohn von Johannes Kepler, übernahm das Sternbild in sein 1624 erschienenes Planisphaerium Stellaris. Er sah darin ein in der Bibel erwähntes Reittier, auf dem Rebekka zu ihrer Hochzeit ritt. Offensichtlich glaubte Bartsch, dass es sich um ein Kamel handele. Auch der Danziger Astronom Johannes Hevelius nahm das Sternbild in seinen einflussreichen, 1690 erschienenen Sternkatalog auf.

## Himmelsobjekte

### Sterne
| B   | F  | Namen, andere Bezeichnungen | Scheinbare Helligkeit mag | Absolute Helligkeit Mag | Lj   | Spektralklasse |
| --- | -- | --------------------------- | ------------------------- | ----------------------- | ---- | -------------- |
| β   | 10 |                             | 4,03                      | −3,0                    | 840  | G1 Ib–IIa      |
| 400 |    | CS                          | 4,19 – 4,23               | −7,1                    | 3100 | B9 Ia          |
| α   | 9  |                             | 4,29                      | −7                      | 5500 | O9 Ia          |
| 400 | 7  |                             | 4,43                      | −0,7                    | 348  | A1 V           |
| 400 |    | BE                          | 4,35 – 4,48               | −3,0                    | 980  | M2 II          |
| 400 |    | CE                          | 4,54                      | −7,2                    | 3500 | A0 Ia          |
| 400 |    | HD 49878                    | 4,55                      | 0,7                     | 191  | K4 III         |
| γ   |    |                             | 4,63                      | −0,7                    | 386  | A2 IVn         |
| 400 |    | BK                          | 4,76 – 4,90               | −2,2                    | 800  | B2.5 Vne       |
| 400 |    | HR 2209                     | 4,76                      | 1,1                     | 178  | A0 Vn          |
| 400 |    | HR 1129                     | 4,79                      | −2,9                    | 1120 | G2 Ib-II       |
| 400 |    | VZ                          | 4,80 – 4,96               | −1,0                    | 500  | M4 IIIa        |
| 400 | 3  |                             | 5,07                      | −0,5                    | 420  | K0 III         |
| 400 | 43 |                             | 5,11                      | −2,2                    | 930  | B7 III         |
| 400 | 42 |                             | 5,14                      | −1,8                    | 780  | B4 IV          |
| 400 | 11 | BV                          | 5,10 – 5,22               | −1,5                    | 690  | B3 Ve          |

Alpha Camelopardalis ist mit einer scheinbaren Helligkeit von 4,29 mag der dritthellste Stern in der Giraffe. Messungen des Satelliten Gaia ergaben eine Entfernung von etwa 5500 Lichtjahren. Da die Parallaxenmessungen bei weit entfernten Sternen mit großen Ungenauigkeiten verbunden sind, beträgt die Messunsicherheit gut 1000 Lichtjahre. Bei dem Stern handelt es sich um einen massereichen bläulich-weißen Überriesen.

### Doppelsterne
| System | Scheinbare Helligkeit mag | Abstand |
| ------ | ------------------------- | ------- |
| β      | 4,03/7,4                  | 84"     |
| 11     | 5,1/6,1                   | 180"    |
| 1      | 5,8/6,8                   | 10,4"   |

Beta Camelopardalis ist ein optischer Doppelstern in etwa 840 Lichtjahren Entfernung. Es besteht aus einem gelblichen Hauptstern der Spektralklasse G1 und einem weiß leuchtenden Begleitstern der Spektralklasse A5. Der Hauptstern besitzt die 7-fache Masse und die 1600-fache Leuchtkraft unserer Sonne.
Das System 11 Camelopardalis ist 690 Lichtjahre entfernt. Es besteht aus einem bläulich-weißen Stern der Spektralklasse B3 Ve und einem orangefarbenen Stern (12 Camelopardalis) der Spektralklasse K0 IIIe.
Beide Systeme können bereits mit einem kleinen Teleskop in Einzelsterne aufgelöst werden.

### Veränderliche Sterne
| Stern | Scheinbare Helligkeit mag | Periode      | Typ                                       |
| ----- | ------------------------- | ------------ | ----------------------------------------- |
| R     | 7,0 bis 14,4              | 270.2 Tage   | Mirastern                                 |
| S     | 7,7 bis 11,6              | 329,9 Tage   | Halbregelmäßig veränderlicher Stern       |
| T     | 7,2 bis 14,4              | 369,3 Tage   | Mirastern                                 |
| U     | 7,0 bis 9,4               | 2800 Tage    | Halbregelmäßig veränderlicher Stern       |
| V     | 7,3 bis 16,0              | 516,3 Tage   | Mirastern                                 |
| X     | 7,1 bis 14,3              | 143,6 Tage   | Mirastern                                 |
| Z     | 10,0 bis 14,5             | unregelmäßig | Zwergnova                                 |
| RV    | 7,1 bis 8,6               | 101 Tage     | Halbregelmäßig veränderlicher Stern       |
| VZ    | 4,8 bis 5,0               | 23,7 Tage    | Halbregelmäßig veränderlicher Stern       |
| BE    | 4,3 bis 4,5               | unregelmäßig | Langsam unregelmäßig veränderlicher Stern |
| BV    | 5,1 bis 5,2               |              | Be-Stern                                  |
| CS    | 4,19 bis 4,23             | 26,8 Tage    | Alpha-Cygni-Stern                         |

CS Camelopardalis ist der zweithellste Stern im Sternbild Giraffe, obwohl er weder eine Bayer- noch eine Flamsteed-Bezeichnung trägt. Seine Helligkeit variiert geringfügig um die 4,21 Größenklasse. Z Camelopardalis ist eine Zwergnova und Namensgeber einer Untergruppe dieses Variablentyps, der Z-Camelopardalis-Sterne. Mirasterne, die sich in der Giraffe befinden, sind u. a. R, T, V und X Camelopardalis.

### Sonstige Objekte
| Bezeichnung | m    | Typ                  | Winkelausdehnung |
| ----------- | ---- | -------------------- | ---------------- |
| NGC 1501    |      | Pl. Nebel            |                  |
| NGC 1502    | 6,9  | Offener Sternhaufen  | 20'              |
| NGC 1961    | 10,9 | Galaxie              | 4,5' × 3,1'      |
| NGC 2146    | 10,5 | Galaxie              | 5,4' × 2,9'      |
| NGC 2366    | 10,9 | Galaxie              | 8,1' × 3,0'      |
| NGC 2403    | 8,2  | Galaxie              | 23,4' × 11,8'    |
| NGC 2460    | 11,8 | Galaxie              | 2,5' × 1,9'      |
| NGC 2655    | 10,1 | Galaxie              | 4,9' × 4,1'      |
| NGC 2715    | 11,1 | Galaxie              | 4,8' × 1,6'      |
| IC 342      | 8,4  | Galaxie              | 21,4' × 20,9'    |
| IC 3568     | 11,1 | Planetarischer Nebel | 0,17' × 0,17'    |

NGC 1502 ist ein offener Sternhaufen in 2700 Lichtjahren Entfernung, der 1787 von Wilhelm Herschel entdeckt wurde. In einem größeren Fernglas kann eine lockere Ansammlung von Sternen entdeckt werden, im Teleskop zeigt sich eine Vielzahl von Sternen.  NGC 1502 liegt am Ende der Kembles Kaskade. Bei dieser scheinbaren Kette von mehr als 20 farbigen Sternen von der fünften bis zur zehnten Größenklasse über eine Distanz von etwa fünf Erdmonddurchmessern handelt es sich um einen Asterismus.
Unter den planetarischen Nebeln, die im Sternbild des Giraffen beobachtbar sind, befindet sich NGC  1501, der als relativ große, in etwa runde Scheibe mit einem Winkeldurchmesser von einer knappen Bogenminute erscheint. Sein Zentralstern besitzt eine scheinbare Helligkeit von 14,4m. In Amateurfernrohren sind keine Details erkennbar. Der planetarische Nebel IC  3568 besitzt hingegen nur etwa 10 Bogensekunden Durchmesser und einen 12,3m hellen Zentralstern.
Da der Giraffe am Nachthimmel weit entfernt von der galaktischen Ebene liegt, können in dem Sternbild eine Reihe von Galaxien beobachtet werden. Zu diesen gehört u. a. NGC  2403, eine Balken-Spiralgalaxie in etwa 10 Mio. Lichtjahren Entfernung. Sie kann bereits im Fernglas als nebliges Fleckchen erkannt werden. In einem Teleskop ab 40 cm Öffnung kann man die Spiralarme ausmachen sowie zwei den Kern flankierende HII-Regionen. Eine ebenfalls relativ nahegelegene große Balken-Spiralgalaxie ist IC  342, auf die von der Erde aus gesehen auch von oben geblickt wird. In einem größeren Fernglas erscheint sie als schwacher Lichtfleck und besitzt etwa eine Ausdehnung von der Hälfte des Vollmonds.